# 本朝月令
本朝月令（ほんちょうがつりょう/ほんちょうげつれい）は、平安時代中期における年中行事の起源や沿革、内容を纏めた現存最古の公事書である。著書は、明法博士の惟宗公方。父は『令集解』の著者惟宗直本、孫は『政事要略』の著者令宗允亮。全4巻のうち、現存するのは4月から6月までの第2巻のみである。
本書は、著者自身の見解を叙述するのではなく、律令格式や国史の記事、和漢の典籍を引用することによって語らしむ引証主義的方法を採用している。そのため、現存していない古書・珍籍の逸文が本書より見出すことができる。そして、その典籍の引用は比較的原文に忠実であるため、本書は平安時代の有職故実の研究のみではなく、現存しない逸文を復原する研究においても有益な書である。また、本書の編纂方針は『政事要略』にも影響を与えており、『政事要略』の年中行事篇は、本書をそのまま導入し、新たに増補した部分の国史の引用については『類聚国史』を用いている。よって、『政事要略』の年中行事篇に引用される国史は、六国史からの引用と、『類聚国史』からの引用が見られるのである。
本書の成立時期について、①『本朝月令』六月同日国忌事条と、②『本朝月令』と『政事要略』に引用される典籍の比較によって分かる。
先ず①について、当該条に「贈皇后藤原氏。諱胤子。先帝之妣」という記載がある。藤原胤子は宇多天皇の女御で、醍醐天皇の母である。「妣」の文字は母という意味であるため、「先帝」は醍醐天皇である。よって、醍醐天皇を先帝と呼びうる天皇は、その次の天皇、即ち朱雀天皇である。
②について、本書と『政事要略』に引用される典籍を比較した場合、本書に引用されない典籍のひとつに『清凉記』がある。『清凉記』の成立は天慶9年（946年）であるので、本書の成立は天慶9年以前でなくてはならない。
以上のことから、本書の成立時期は、朱雀天皇朝と捉えることができるが、延喜年間（901年-923年）説や村上天皇朝説もある。
本書の写本は、鎌倉時代の書写とされる九条家旧蔵本（現在は宮内庁書陵部所蔵）と、建武年間頃に抄出書写した金沢文庫旧蔵本（現在は尊経閣文庫所蔵）とがある。近世書写されたものがあるが、これは九条家旧蔵本の系統に属するものである。

## 刊本
- 群書類従本公事部
- 清水潔編『新校 本朝月令』（神道資料叢刊本8）　皇學館大学神道研究所　平成14年

## 研究文献
- 清水潔「本朝月令と政事要略の編纂」　「神道史研究」24-3　昭和51年
- 林真木雄「『本朝月令』の典拠について」　「神道宗教」166　平成9年
- 清水潔「本朝月令の諸本」　「皇學館大学神道研究所紀要」15　平成10年
- 清水潔「本朝月令の成立」　「皇學館大学神道研究所紀要」17　平成13年